# De Havilland Puss Moth
De Havilland DH.80A Puss Moth — британский трёхместный одномоторный самолёт-моноплан с высокорасположенным крылом, разработанный и строившийся компанией de Havilland в период с 1929 по 1933 год. Его максимальная скорость составляла 128 миль в час (206 км/ч). Был одним из самых скоростных самолётов своего времени.

## Разработка
Безымянный прототип DH.80, который впервые поднялся в воздух в сентябре 1929 года, был разработан для развивающегося рынка частных авиаперевозок в Соединённом Королевстве. Это был обтекаемый полностью деревянный самолёт, оснащённый новым перевёрнутым поршневым рядным двигателем de Havilland Gipsy III, использование которого позволяло получить хороший обзор из-за отсутствия выступающих головок цилиндров, которые были у более раннего двигателя Gipsy II.
После испытаний прототипа конструкция была изменена: фюзеляж был изготовлен из стальных труб и обтянут тканью. Самолёт получил новое обозначение DH.80A Puss Moth. Первый серийный образец поднялся в воздух в марте 1930 года и сразу же отправился в рекламное турне в Австралию и Новую Зеландию. Заказы поступили быстро, и за три года производства до 1933 года, в Англии было произведено 259 экземпляров. Ещё 25 самолётов были построены компанией de Havilland Canada. Большинство из них было оснащено двигателем Gipsy Major мощностью 130 л. с. (97 кВт), который давал немного лучшие характеристики.
Puss Moth впоследствии был заменён на производственной линии на de Havilland Leopard Moth, который имел фанерный фюзеляж, был дешевле в сборке и имел меньший вес. Будучи легче, Leopard Moth имел лучшие характеристики на том же скромном двигателе Gipsy Major мощностью 130 л. с. (97 кВт).

## Конструкция

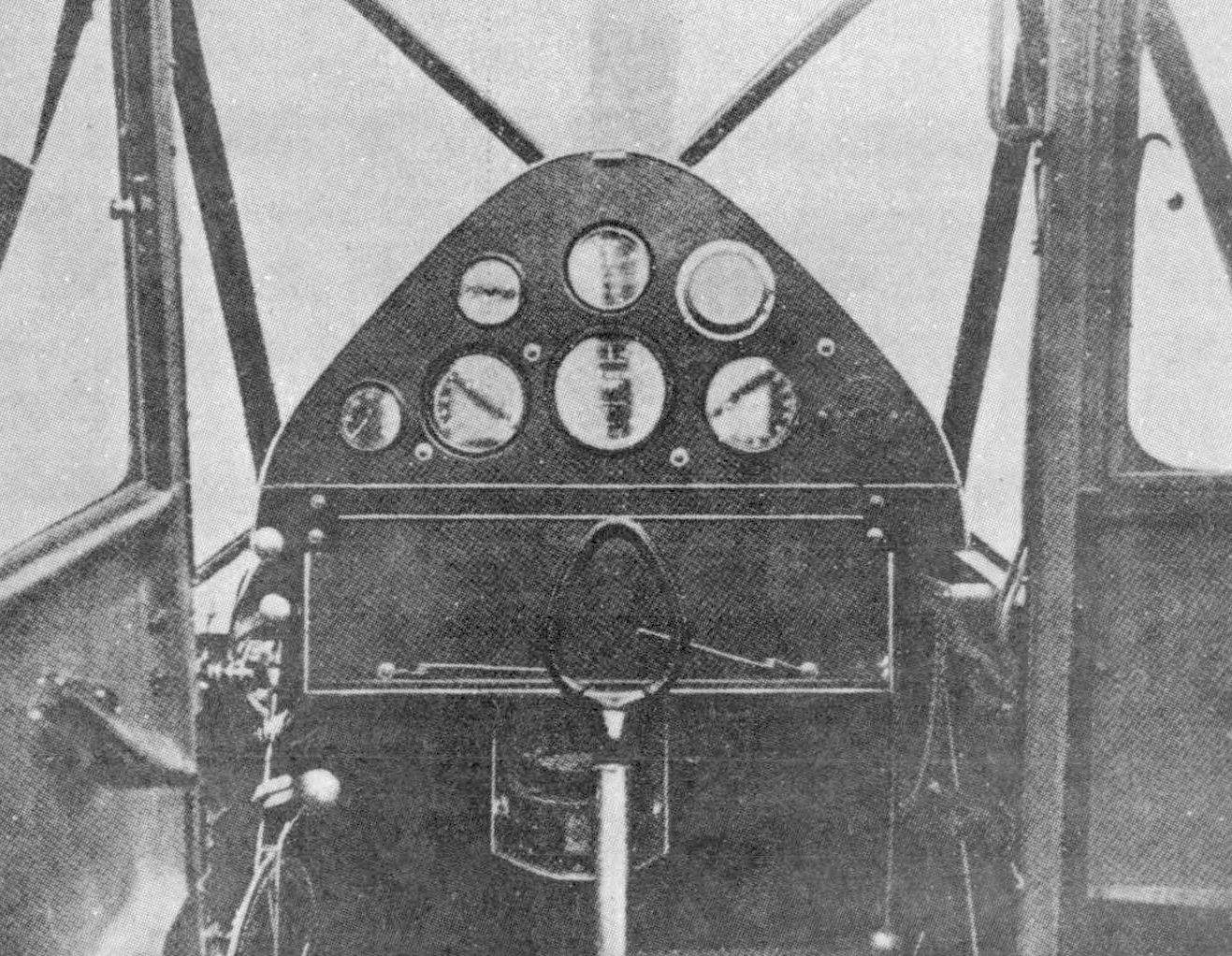
Место пилота и приборная доска

De Havilland DH.80 Puss Moth — лёгкий многоцелевой одномоторный самолёт, разработанный для обеспечения растущего числа пилотов-любителей.
Каркас фюзеляжа ферменная конструкция сваренная из стальных труб, обшивка полотняная. Кабина самолёта была рассчитана на перевозку на борту трёх человек. Самолёт мог также быть задействован для перевозки небольших грузов, при условии соблюдения габаритов и взлётной массы.
На обоих бортах фюзеляжа были установлены входные двери. Обтекатели амортизаторов основных стоек шасси могли поворачиваться перпендикулярно набегающему воздушному потоку и использовались в качестве воздушных тормозов.
Самолёт был оборудован одним поршневым авиационным двигателем De Havilland Gipsy III, мощностью 120 л, с. Двигатель устанавливался на самолёт в перевёрнутом виде, что позволило улучшить передний обзор над носовой частью самолёта. В передней части кабины был установлен топливный бак ёмкостью 727 литров.

## История эксплуатации
Большинство DH.80A использовались как частные самолёты, хотя многие также использовались коммерческими компаниями для перевозки пассажиров и почты. Сидений обычно было два. Для хранения плоскости складывались назад и поворачивались в креплении корня заднего лонжерона. Такая же система использовались на других лёгких самолётах De Havilland того периода.
Уцелевшие британские гражданские самолёты использовались во время Второй мировой войны в качестве самолётов связи. Некоторые из них благополучно летали и в начале XXI века.

### Рекорды
В начале 1930-х годов Puss Moth использовались для ряда рекордных полётов.
В начале 1931 года Невилл Винсент совершил первый полёт из Англии на Цейлон.
В июле — августе 1931 года Эми Джонсон совершила восьмидневный перелёт со своим вторым пилотом Джеком Хамфрисом в Москву и Токио, совершив перелёт в Москву за один день.
В конце 1931 года австралиец Берт Хинклер пилотировал построенный в Канаде самолёт в серии важных рейсов, включая перелёты из Нью-Йорка на Ямайку, с Ямайки в Венесуэлу, а также 22-часовой перелёт через Южную Атлантику с запада на восток — второй одиночный трансатлантический перелёт.
В ноябре 1931 года 19-летняя Пегги Саламан (второй пилот и штурман Гордон Стэр) совершила перелёт из Лондона в Кейптаун. Она приземлилась в Кейптауне в 5:40 утра, побив предыдущий рекорд, установленный Гленом Кидстоном, более чем на один день.
Самым известным из пилотов, установивших рекорд на Puss Moths был Джим Моллисон, который совершил первый перелёт через Атлантику с востока на запад в августе 1932 года от Портмарнок-Стрэнд недалеко от Дублина до Нью-Брансуика в Канаде, и первый перелёт с востока на запад через Южную Атлантику от аэродрома Лимпн до Натала (Бразилия) в феврале 1933 года. Его жена Эми Джонсон совершила рекордные перелёты из Англии в Кейптаун в 1932 году. Джимми Мелроуз участвовал в авиагонках Мак-Робертсона 1934 года. Он финишировал седьмым (вторым по гандикапу) за 10 дней 16 часов.

## Аварии
- В начале эксплуатации с самолётом произошла серия аварий со смертельным исходом, самая известная из которых произошла с австралийским авиатором Бертом Хинклером при пересечении Альп 7 января 1933 года. Причиной аварии стал флаттер, вызванный турбулентностью, приведший к поломке крыла. Эта проблема была исправлена усилением передней стойки.
- Один из самолётов Puss Moth участвовал в европейском конкурсе туристических самолётов Challenge 1934, но выбыл из-за неисправности двигателя на одном из последних этапов.
- 5 мая 1931 года английский лётчик Глен Кидстон погиб, когда его Puss Moth разрушился в воздухе во время полёта через пыльную бурю над откосом Драконовых гор в Южной Африке[6].
- 18 сентября 1932 года самолёт Puss Moth авиакомпании New England Airways потерпел крушение в Байрон-Бей (Новый Южный Уэльс), когда летел из Сиднея в Брисбен. Три человека погибли, в том числе лётчик-ас Первой мировой войны Лес Холден[англ.] (путешествовавший в качестве пассажира)[7].
- 19 января 1937 года самолёт Puss Moth авиакомпании North Queensland Airways упал в море на подходе к Кэрнсу (Квинсленд) по пути из Куктауна. Один человек погиб, двое были тяжело ранены[8].
- 27 августа 1941 года самолёт Air Lines of Australia потерпел крушение в реке Коэн возле города Коэн (штат Квинсленд), во время полёта с острова Терсди в Кэрнс. Погибли три человека, в том числе бывший австралийский сенатор Чарльз Харди[англ.][9].
- 20 июля 1936 года Puss Moth разбился при взлёте в La Marina Бока-ду-Инферну недалеко от Каскас (Португалия). При этом погиб генерал Хосе Санхурхо-и-Саканель, который вылетел в Испанию, чтобы принять на себя командование националистами в гражданской войне. Пилот, испанский плейбой и лётчик Хуан Антонио Ансальдо выжил в катастрофе (Ансальдо «¿Por Que?», стр. 138-44. Буэнос-Айрес, 1951).

## Эксплуатанты
Великобритания
- Королевские военно-воздушные силы Великобритании: 510-я эскадрилья
- ВВС Флота Великобритании (Fleet Air Arm) (до мая 1939 года часть ВВС): 1 самолёт
- Aberdeen Airways
- Air Commerce
- Air Taxis
- Birkett Air Service
- British Air Navigation
- East Anglian Flying Services
- Hillman's Airways[10]

 Австралия
- Королевские ВВС Австралии
- Air Lines of Australia
- Marshalls Airways
- New England Airways
- North Queensland Airways

 Канада
- ВВС Канады.

 Новая Зеландия
- ВВС Новой Зеландии: 42-я эскадрилья

 Британская Индия

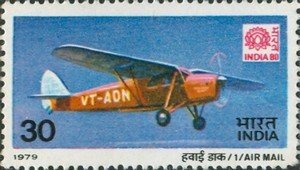
Puss Moth на индийской почтовой марке (1979 год)

- Air-India Ltd., (Tata Airlines Ltd) / Air India[11].

 Южно-Африканский Союз
- ВВС ЮАС
- Union Airways[англ.]

 Королевство Ирак
- Королевские ВВС Ирака

 Бельгийское Конго
- авиация Force Publique

 Германия
- Люфтваффе (несколько штук)[12].

 Республиканская Испания
- LAPE.

 Франкистская Испания
- ВВС франкистской Испании

 Королевство Югославия;
- Aeroput[англ.].

 Независимое государство Хорватия
- ВВС НГХ

 США;
- Военно-морские силы США: 1 самолёт с 1931 по 1935 год использовался американским морским атташе в Лондоне (с/н 2187, A8877, код «U.S. NAVY»), в войну служил в британских ВВС, затем у разных гражданских операторов, выкуплен канадским священником и перевезен в Канаду (код CF-PEI), в 1976 году продан музею.

 Китайская Республика
- ВВС Китайской Республики (?)

 Японская империя
- ВВС Императорской армии Японии 6 самолётов, приобретенных у De Havilland, и ещё 5 полученных в дар от гражданских патриотических организаций, также 4 самолёта в распоряжении газеты Asahi Shimbun[13][14]。Кроме того, трофейные бывшие китайские машины[15], самолёты, произведенные компанией Manshū («Mankou Type 3»)[13].

 Маньчжоу-Го
- Manchuria Aviation Company: 10 самолётов.

## Тактико-технические характеристики (DH.80)

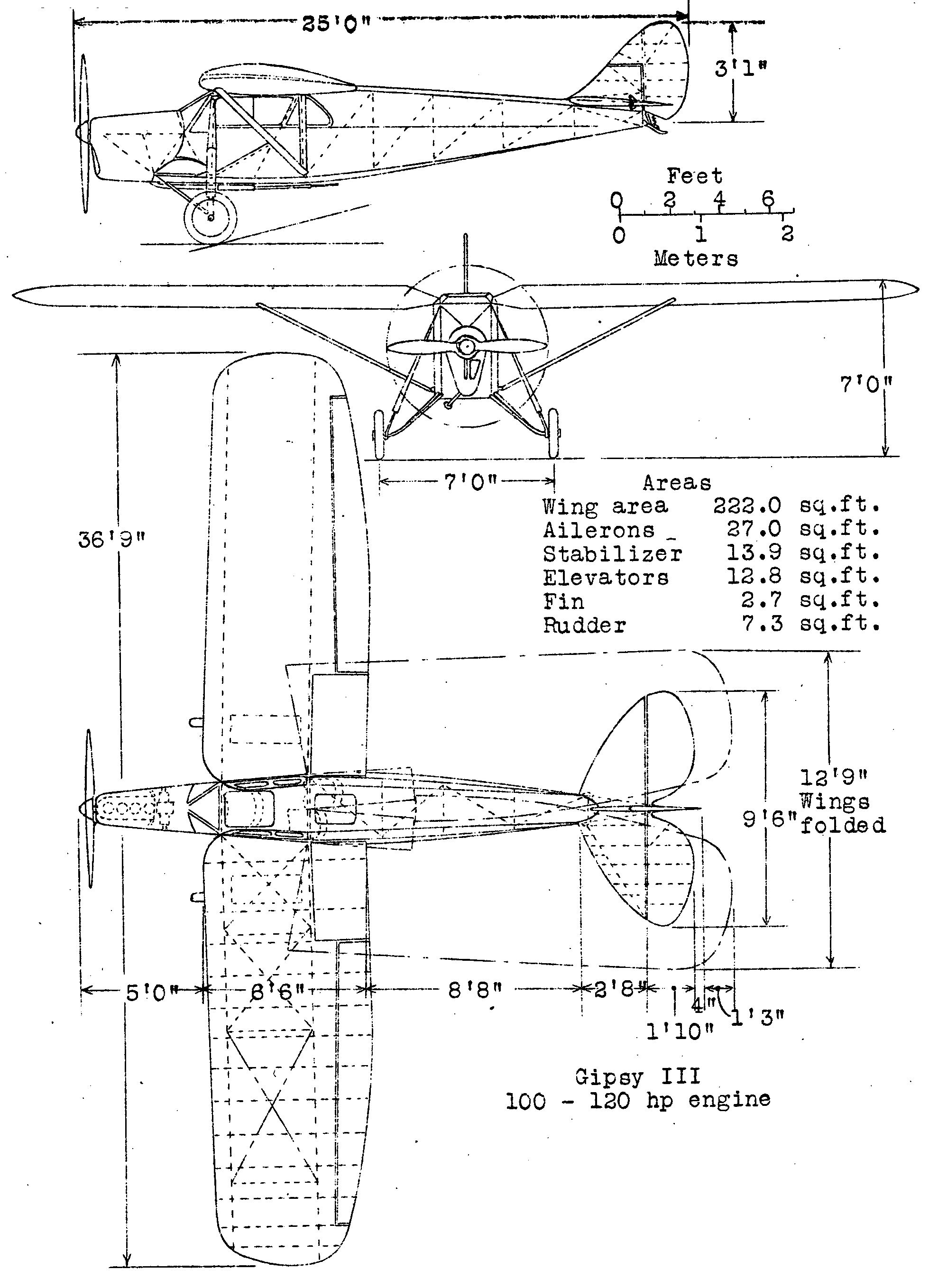

Источник данных: British Civil Aircraft since 1919 (Volume 2).

Технические характеристики
- Экипаж: 1
- Пассажировместимость: 1-2
- Длина: 7,62 м
- Размах крыла: 11,20 м
- Высота: 2,13 м
- Площадь крыла: 20,6 м²
- Масса пустого: 574 кг
- Максимальная взлётная масса: 930 кг
- Силовая установка: 1 × De Havilland Gipsy III 4-цилиндровый, инвертированный рядный,воздушного охлаждения
- Мощность двигателей: 1 × 120 л. с. (1 × 89 кВт)
- Воздушный винт: двухлопастный деревянный, фиксированного шага

Лётные характеристики
- Максимальная скорость: 206 км/ч
- Практическая дальность: 480 км
- Практический потолок: 5 300 м
- Скороподъёмность: 3,2 м/с